# Новодачне (Подільський район)
Новода́чне — село в Україні, в Ананьївській міській громаді Подільського району Одеської області. Населення становить 77 осіб.

## Стислі відомості
Новодачне розташоване в західному напрямку за 6 км від села Романівка. Новодачне було засноване 1895 року вихідцями з села Долинське. Сама назва Новодачне виникла внаслідок близького розташування хутора Удачний, який вони називали Дачний.
7 (20) листопада 1917 року, відповідно до Третього Універсалу Української Центральної Ради, увійшло до складу Української Народної Республіки.
В період колективізації була утворена сільськогосподарська артіль «Молдавія». В період укрупнення колгоспів сільськогосподарська артіль «Молдавія» ввійшла до складу колгоспу імені Калініна з центральною садибою в с. Романівка.
Зараз в с. Новодачне є 33 домогосподарства, у яких проживає 77 осіб.
Площа села становить 30 га з протяжністю доріг 1 км.
На території Новодачного розташовані фельдшерський пункт, тракторна бригада сільськогосподарського ТОВ «Аіст−1».
12 червня 2020 року, відповідно до Розпорядження Кабінету Міністрів України від № 724-р «Про визначення адміністративних центрів та затвердження територій територіальних громад Одеської області», увійшло до складу Ананьївської міської територіальної громади.
19 липня 2020 року, в результаті адміністративно-територіальної реформи і ліквідації Ананьївського району, село увійшло до складу новоутвореного Подільського району.

## Населення
Згідно з переписом 1989 року населення села становило 85 осіб, з яких 37 чоловіків та 48 жінок.
За переписом населення 2001 року в селі мешкало 79 осіб.
Мова
Розподіл населення за рідною мовою за даними перепису 2001 року:
| Мова       | Відсоток |
| ---------- | -------- |
| українська | 91,14 %  |
| румунська  | 6,33 %   |
| російська  | 2,53 %   |